# Grupo Santander
Grupo Santander és un grup bancari centrat en el Banco Santander, conegut també com «el Santander». Originari de la ciutat càntabra de Santander, és el banc més gran de la zona euro (en temes de capitalització de mercat).
El 2015 va comprar Banif, amb capital majoritari de l'Estat portuguès, per evitar-ne la liquidació. Amb la compra de Banco Popular Español en 2017 va superar els 400.000 milions d'euros en actius reforçant la seva posició de líder a Espanya, però en deixar de compatibilitzar en la seva filial espanyola la banca corporativa i d'inversió en 2019, que es van integrar a Resto de Europa, el liderat a Espanya va passar a Caixabank.

## Patrocinis
Banc Santander promou l'esport popular i fomenta el desenvolupament d'una vida sana, amb el futbol i les carreres com a eixos centrals. En futbol és el patrocini principal.

## Crítiques
La filial Santander UK va ser sancionada l'any 2014 amb 14,8 milions d'euros per la Financial Conduct Authority, ja que segons el regulador britànic es van produir «errades serioses» en la forma d'oferir assessorament financer a llurs clients.
La gestora Santander Asset Management va ser sancionada l'any 2012 amb 14 milions d'euros per una dubtosa gestió de les comissions, ja que segons el regulador espanyol, la Comissió Nacional del Mercat de Valors, infringien la normativa de les institucions d'inversió col·lectiva.